# 隼冠狀病毒HKU27
隼冠狀病毒HKU27（Falcon coronavirus UAE-HKU27，FalCoV UAE-HKU27）是丁型冠狀病毒屬的一種病毒，在阿拉伯聯合大公國杜拜的隼糞便樣本中發現，於2018年由香港大學研究團隊發表。此病毒與同時發表的翎頜鴇冠狀病毒HKU28（HouCoV UAE-HKU28）和鴿冠狀病毒HKU29（PiCoV UAE-HKU29）複製酶保守區的胺基酸序列相似度大於90%，應屬同一物種的不同亞種。

## 基因組
隼冠狀病毒HKU27的基因組約長26200nt，編碼冠狀病毒皆有的複製酶（1ab）以及刺突蛋白（S）、外膜蛋白（E）、膜蛋白（M）與衣殼蛋白（N）等四種結構蛋白，另有6、7a、7b、7c與7d等五個開放閱讀框編碼輔助蛋白，其基因順序為1ab-S-E-M-6-N-7a-7b-7c-7d，其中7a位於衣殼蛋白的開放閱讀框內，7b、7c與7d則位於其下游（即基因組的最3端）。

## 演化
隼冠狀病毒HKU27與翎頜鴇冠狀病毒HKU28、鴿冠狀病毒HKU29屬於同一物種，其中翎頜鴇與鴿為隼的獵物，且阿拉伯人有訓練隼協助捕獵翎頜鴇的習慣，病毒可能因這種掠食者-獵物的關係而在這些鳥類中傳播。丁型冠狀病毒屬中，三種病毒組成的物種和繡眼冠狀病毒HKU16（WeCoV HKU16）的關係較為接近，但其刺突蛋白的序列與鵲鴝冠狀病毒HKU18（MRCoV HKU18）的較為接近，可能是此區域序列發生重組的結果。另外血清測試結果顯示杜拜當地有相當高比例的隼具有抗隼冠狀病毒HKU27的抗體。